# Martin-Église
Martin-Église ist eine französische Gemeinde mit 1.595 Einwohnern (Stand: 1. Januar 2022) im Département Seine-Maritime in der Region Normandie. Sie gehört zum Arrondissement Dieppe und zum Kanton Dieppe-2 (bis 2015: Kanton Dieppe-Est).

## Geographie
Martin-Église liegt etwa fünf Kilometer südlich der Alabasterküste zum Ärmelkanal und an den Flüssen Eaulne und Arques. Umgeben wird Martin-Église von den Nachbargemeinden Bracquemont im Norden, Grèges im Norden und Nordosten, Ancourt im Osten, Arques-la-Bataille im Süden, Rouxmesnil-Bouteilles im Westen sowie Dieppe im Nordwesten.

## Bevölkerungsentwicklung
| Jahr                      | 1962 | 1968 | 1975 | 1982 | 1990 | 1999 | 2006 | 2013 |
| Einwohner                 | 963  | 942  | 1093 | 1185 | 1167 | 1331 | 1460 | 1536 |
| Quelle: Cassini und INSEE |      |      |      |      |      |      |      |      |

## Sehenswürdigkeiten
- Kirche Saint-Martin
- Kloster Sainte-Marie de Thibermont, Konvent der Augustinerinnen